# IC 5156
IC 5156 је спирална галаксија у сазвјежђу Јужна риба која се налази на листи објеката дубоког неба у Индекс каталогу.
Деклинација објекта је - 33° 50' 13" а ректасцензија 22h 3m 14,5s. Привидна величина (магнитуда) објекта IC 5156 износи 12,2 а фотографска магнитуда 13,0. Налази се на удаљености од 38,027 милиона парсека од Сунца. IC 5156 је још познат и под ознакама ESO 404-25, MCG -6-48-19, IRAS 22003-3404, PGC 67932.